# Filozofia antică
Filosofia antică reprezintă suma principiilor fundamentale ale existenței prin care lumea este interpretată, dezvoltată în cele mai avansate culturi ale antichității, precum: China, India, Mesopotamia, Grecia, Roma etc  

## Filosofia antică indiană
În India antică, filosofia se dezvoltă în strânsă corelație cu religia, iar primii filosofi au fost preoții care au promovat o gândire filosofică formată din concepte bazate pe gândirea rațională și pe credința mistică, adică o teosofie, pe care indienii o numeau Arya.
Izvoarele teoretice ale gândirii filosofice indiene antice se regăsesc în literatura vedică, compusă dintr-o serie de cărți sfinte, la care aveau acces doar preoții, numite vede (veda în limba sanscrită înseamnă știință, cunoaștere). Literatura vedică s-a dezvoltat pe parcursul a nouă secole și se împarte în câteva grupe de texte:
- Samhita divizată în patru cărți:
  - Sama Veda - cartea cântecelor de laudă;
  - Rig Veda - cartea imnurilor;
  - Atharva Veda - cartea descântecelor;
  - Yajur Veda - cartea invocațiilor de sacrificiu.
- Brahmanele care conțin comentarii ale preoților brahmani asupra vedelor.
- Aranyakale sau „textele de sălbăticiune”, sunt partea de concluzii ale Brahmanelor, care includ discuții și interpretări ale ritualurilor periculoase și alte materiale adiționale.
- Upanișadele care conțin idei despre geneza universului și despre substanța universală.

### Școli filosofice care respectă vedele
- Samkhya
- Yoga
- Nyaya
- Vaisheshika
- Mimamsa
- Vedanta

### Budismul
Budismul deși nu este o filosofie, în adevăratul sens al cuvântului, atinge de multe ori probleme specifice filosofiei, precum: acceptarea existenței, acceptarea unei lumi a durerii, a ignoranței, a dorinței. Buddha consideră că dacă totul este iluzie și suferință, atunci rezultă că este falsă admiterea unui sine, a permanenței și a veșniciei, cu sensurile descrise de brahmanism. Viziunea asupra Universului se subscrie ideii că acesta stă sub cinci categorii de fenomene:
- ansamblul aparențelor sau lucrurilor materiale, al simțurilor și al obiectelor lor;
- senzațiile, rezultate din contactul obiectelor cu organele de simț;
- percepțiile și noțiunile care sunt rezultat al cunoașterii de mai înainte;
- activitatea psihică conștientă și inconștientă;
- gândurile, deci cunoștințele cu sens ordonator.

### Jainismul
O doctrină filosofico-religioasă despre conștiința și cunoașterea adevărată, despre principii și categorii, corpuri, stadii de dezvoltare spirituală care de asemenea s-a manifestat împotriva brahmanismului. Conform cu această doctrină, viața și cosmosul au un început și un sfârșit, dar sufletul este nemuritor. Pentru a ajunge în lumea fericirii, sufletul trebuie să se elibereze de materie, iar căile posibile ale acestei eliberări sunt: dreapta credință, dreapta purtare și dreapta cunoaștere, acestea asemănându-se în anumite privințe cu „calea cu opt răspântii” din budism

## Filosofia antică chineză
Începutul filosofiei antice chineze se identifică cu Confucius (numele latinizat al lui Kong Fu-zi), care a lăsat în urma sa o doctrină etică, elaborând codul normelor morale privind comportamentul omului față de ceilalți, formarea omului util societății și al omului superior prin cultivarea celor trei virtuți: inteligența, curajul și generozitatea. În centrul doctrinei sale morale aflându-se ideea de armonie dintre om și cosmos, iar omul trebuie să tindă spre perfecțiune și fericire prin respectarea tradițiilor trecutului în scopul de a îmbunătății prezentul. 
Confucianismul a fost transpus în pagină de către discipolii lui Confucius într-o colecție cuprinzând 30 cărți, printre care: Cugetări, Cartea odelor, Cartea schimbărilor, Memorial de rituri, Cartea muzicii, Cartea edictelor, Analele primăverii și ale toamnei' etc  
O altă mare școală filosofică, înființată de către Lao-tze în China antică, este taoismul.

## Filosofia antică greacă
Scoala din Grecia antică,școala din Milet pune intrebarea inceputului. Ce a fost la inceput? 
Primul gînditor Tales susține ca începutul este substanța,adică există o materie prima din care apar si dispar lucrurile. Mai apoi această substanță este veșnică, există mereu.Anume substanța a făcut trecerea de la gîndirea religioasă la gîndirea stiințifică.
Următorul gînditor, Anaximandru, consideră ca această substantă este apeiron (infinitul)acesta nu are forme concrete adica este nedeterminat dar anume in el se contine elementele principale cum ar fi apa, aerul,pamantul și cerul. Anaximene sustine ca substanta primara este apa "lucrurile apar din apa ci in apa se descompun"

## Filosofia antică romană
Filosofia romană apare mai târziu decât altele, din același timp istoric. 
Grecii, bunăoară, aveau câteva secole de filosofie și un rafinament de speță 
rară, când romanii fac primele gesturi de reconstrucție a lumii după regulile 
iubirii de înțelepciune. Chiar dacă am împinge cu mult înapoi, către Ennius, 
începuturile filosofiei romane, și acestea ar fi cam la un secol și mai bine 
după ce grecii intraseră în nemurire cu Platon, cu Aristotel. 
Faptul în sine, recunoscut, nu are nimic devalorizant, cum nici invers, 
arhaicitatea nu conferă superioritate în mod absolut și, parcă, natural. 
Fiecare popor intră în istorie în timpul său, își are timpul său și, deci, șansa 
sa. Mai devreme nu este un privilegiu și nici mai tîrziu o privațiune. 
O cultură este majoră sau minoră nu neapărat după vârstă, nici după 
„dimensiuni”. Mai înainte, în ordinea importanței, trebuie să treacă alt 
criteriu, „calitativ-structural” (Lucian Blaga, Trilogia culturii, p. 262). În 
urmare, poate fi majoră sau minoră după cum se construiește, ca un 
„cosmoid” sau, altfel spus, după șansele pe care singură și le dă sau și le 
descoperă de a face, dacă se poate spune așa, concurență ontologică lumii 
în sine. 
Intrând mai târziu în istorie și, încă, în prelungirea celei grecești, dacă 
nu, mai degrabă, în analogie cu ea, filosofia romană nu era, prin condiție, 
sortită precarității. Pentru că venea mai târziu și se va fi construit după 
modelul gândirii grecilor nu înseamnă că, originar, era fără de șansă ori cu 
minime posibilități de personalitate. 
Vecinătatea Greciei și transmisia culturală puteau fi, abstract vorbind, 
piedici majore în calea filosofiei romane. Grecia fascina și descuraja. Grecia, 
așadar, era foarte aproape de a fi, pentru romani, zicând după Gauguin, 
păcatul. 
Eșecul romanilor, ca și al grecilor, căci o filosofie mimetică ar fi fost o 
înfrângere și pentru unii și pentru alții, eșecul, prin urmare, este făcut 
imposibil mai întâi de către filosofii eleni.